# Universalisme unitarien
L'universalisme unitarien (traduction littérale de l'anglais unitarian universalism), ou unitarisme-universalisme, ou UUisme, est la religion professée au sein de congrégations de l'Unitarian Universalist Association (UUA) et du Conseil unitarien canadien (CUC), distincte de l'unitarisme et de l'universalisme. Elle est orientée vers le libéralisme théologique et prône une recherche libre et responsable de la vérité et de la quête de sens. Sans partager un credo, les unitariens-universalistes sont unis par leur besoin de croissance spirituelle.
L'unitarisme-universalisme de l'UUA et du CUC trouve ses origines dans l'unitarisme de l'American Unitarian Association (AUA), une association de congrégations unitariennes, et l'universalisme de l'Universalist Church of America (UCA), une Église protestante libérale américaine, qui ont fusionné en 1961. De nos jours, l'unitarisme-universalisme est essentiellement marqué par un pluralisme et un syncrétisme qui cherche à dépasser les origines religieuses et culturelles des diverses civilisations.  
La majorité des unitariens-universalistes sont très favorables aux libertés civiles, dont la liberté de parole, de pensée, liberté de croyance et de disposition. Ils ont été parmi les premiers à promouvoir le mariage homosexuel dans les années 1980. Quelques membres professent l'athéisme ou l'agnosticisme, tandis que d'autres expriment des vagues notions de déisme ou de panthéisme. Cette large diversité a donné lieu à des polémiques à savoir si les UU étaient réellement une religion ou bien simplement un regroupement autour de principes moraux.

## Histoire
L'universalisme est une conception théologique qui considère que toutes personnes et toutes créatures sont liées à Dieu ou au divin ; par ailleurs, la rédemption est universelle. L'histoire de l'universalisme chrétien est ancienne ; à travers le Christ, c'est toute la création qui est sauvée. L'universalisme chrétien ne reconnait pas la doctrine de la damnation éternelle et proclame sa croyance en un Dieu entièrement aimant qui sauvera tous les êtres humains. En 1793, l'universalisme devient une religion à part entière aux États-Unis (Église universaliste d'Amérique).  
Historiquement, l'antitrinitarisme (ou unitarisme) est incarné par différentes branches dissidentes du christianisme. Le terme ferait référence à la nature de Jésus : les unitariens pensent que Dieu est une seule entité et rejettent donc la Trinité. Des églises unitariennes sont établies en Transylvanie et en Pologne (par les Sociniens) dans la seconde partie du XVIe siècle. L'église unitarienne des origines rejetait non seulement la Trinité, mais aussi la préexistence du Christ, la prédestination et le péché originel. Différentes christologies existèrent au début du mouvement unitarien ; peu à peu, Jésus a été considéré comme un homme, mais qui entretenait une relation particulière à Dieu. 
Aux États-Unis, unitariens et universalistes se sont peu à peu rapprochés, jusqu'en 1961 où l'Association américaine unitarienne (American Unitarian Association - AUA) a été fusionnée avec l’Église universaliste d'Amérique (Universalist Chrurch of America - UCA). Elles formèrent ainsi l'Association unitarienne universaliste (Unitarian Universalist Association - UUA). 

## Principes et sources
En 1985, la déclaration d'origine des buts et principes de l'UUA de 1961 est jugée datée, trop judéo-chrétienne et théiste. L'UUA adopte alors les "sept principes" et les "cinq sources" de l'unitarisme-universalisme. La "sixième source" a été ajoutée en 1994. Le CUC, dont de nombreuses congrégations sont, ou étaient, membres de l'UUA, a également adopté les "sept principes" et les "six sources".

### La déclaration d'origine des buts et principes de l'UUA de 1961[1]
En accord à ses buts, les membres de l'UUA, dévoués aux principes d'une foi libre, s'unissent pour :
- 1. se renforcer mutuellement dans une recherche libre et disciplinée de la vérité comme fondement de notre fraternité religieuse ;
- 2. chérir et répandre les vérités universelles enseignées par les grands prophètes et les enseignants de l'humanité de toutes les époques et de toutes les traditions, résumées dans l'héritage judéo-chrétien, que sont l'amour de Dieu et l'amour pour l'homme ;
- 3. affirmer, défendre et promouvoir la valeur suprême de toute personne humaine, la dignité de l'homme, et l'utilisation de la méthode démocratique dans les relations humaines ;
- 4. mettre en œuvre notre vision d'un monde en luttant pour une communauté mondiale fondée sur les idéaux de fraternité, de justice et de paix ;
- 5. répondre aux besoins des églises membres et des fraternités, d'organiser de nouvelles églises et les fraternités, et étendre et renforcer la religion libérale ;
- 6. encourager la coopération avec les hommes de bonne volonté dans tous les pays.

### Les sept principes de 1985[3],[4]
Les congrégations unitariennes-universalistes affirment et promeuvent sept principes :
- 1. la valeur et la dignité intrinsèques de toute personne;
- 2. la justice, l'équité et la compassion comme fondements des relations humaines;
- 3. l’acceptation mutuelle et l’encouragement à la croissance spirituelle au sein de nos assemblées;
- 4. la liberté et la responsabilité de chaque personne dans sa recherche de la vérité, du sens de la vie et de la signification des choses;
- 5. la liberté de conscience et le recours au processus démocratique aussi bien dans l’ensemble de la société qu’au sein de nos assemblées;
- 6. l'aspiration à une humanité où régneront la paix, la liberté et la justice pour tous;
- 7. le respect du caractère interdépendant de toutes les formes d’existence qui constituent une trame dont nous faisons partie.

### Les cinq sources de 1985 et la sixième source de 1994
L'unitarisme-universalisme puise à des sources diverses :
- 1. l’expérience directe du merveilleux et transcendant mystère, universellement reconnu, qui suscite un renouveau de l’âme et une attitude réceptive envers les forces qui sont à l’origine de la vie et veillent à son épanouissement ;
- 2. les paroles et les actions de visionnaires, hommes et femmes, qui nous incitent à miser sur la justice, la compassion et le pouvoir de transformation de l'amour pour affronter le mal sous toutes ses formes ;
- 3. la part de sagesse de toutes les religions qui est, pour nous, une source d’inspiration morale et spirituelle ;
- 4. les enseignements du christianisme et du judaïsme qui nous convient à aimer notre prochain comme nous-mêmes en reconnaissance de l'amour que Dieu nous manifeste ;
- 5. le message humaniste qui nous invite à utiliser notre raisonnement et à prendre en considération les résultats de la science, et qui met en garde notre âme et notre esprit contre toute forme d’endoctrinement et de fanatisme religieux ;
- 6. les enseignements spirituels des traditions qui célèbrent le cycle sacré de la vie, nous invitant à vivre en harmonie avec les rythmes de la nature.

## Structures

### Dans le monde
- L'Unitarian Universalist Association aux États-Unis : 1000 congrégations et 150 000 adhérents[5]
- Le Conseil Unitarien Canadien au Canada : 49 congrégations et 5 000 adhérents[6]
- Par extension, des adhérents de congrégations unitariennes des pays anglophones, jusque-là théistes, (Royaume-Uni, Afrique du Sud, Australie et Nouvelle-Zélande) se considèrent unitariens-universalistes et adhèrent aux "sept principes" de l'UUA américaine. Des pays non anglophones comptent quelques congrégations et unitariens-universalistes disséminés. 170 expatriés nord-américains anglophones pratiquent l'unitarisme-universalisme au sein des fraternités de l'European Unitarian Universalist (EUU).
- La Church of the Larger Fellowship (CLF), une congrégation unitarienne-universaliste "par correspondance", est membre de l'UUA, fournissant des services aux personnes qui ne peuvent pas se rendre physiquement à la congrégation du fait de la distance ou d'un manque de mobilité. Ces personnes sont généralement des militaires, des expatriés, des prisonniers ou des personnes âgées non valides. En 2011, elle compte 3577 adhérents[7]
- L'International Council of Unitarians and Universalists (ICUU) est une fédération mondiale des Églises et associations de congrégations unitariennes-universalistes, unitariennes et universalistes.

### En France
- Les unitariens-universalistes anglophones de l'Unitarian Universalist Fellowship of Paris (environ 60 adhérents et 10 enfants) organisent des services mensuels en anglais. (site en anglais)
- Plusieurs associations unitariennes-universalistes françaises, inspirées des sept principes de l'UUA, se sont formées, puis se sont dissoutes faute d'adhérents, dans les années 2000[8].

### Au Québec
- Le mouvement unitarien-universaliste au Québec (MUUQ) organise les services unitariens-universalistes francophones à l'Église unitarienne de Montréal.